# Quincy Bay
Die Quincy Bay ist die südliche und größte der drei Buchten im Boston Harbor genannten natürlichen Hafenbecken in der Massachusetts Bay im Bundesstaat Massachusetts der Vereinigten Staaten. Sie bildet den größten Teil der Uferlinie der namensgebenden Stadt Quincy.
Die Bucht erstreckt sich vom Stadtteil Squantum und der Dorchester Bay im Nordwesten bis zur Hingham Bay im Südosten. Im Südwesten befindet sich der Strand Wollaston Beach. Entlang eines Teils der Küste verläuft für 2,1 mi (3,4 km) der Quincy Shore Drive, einer der Parkways des Massachusetts Department of Conservation and Recreation und Teil des Metropolitan Park System of Greater Boston. In der Bucht liegen die Inseln Hangman Island, Long Island und Moon Island, die Teil der Boston Harbor Islands National Recreation Area sind.